# Мариупольский греческий театр
Мариупольский греческий театр, официально — Греческий рабоче-колхозный театр, — театр в городе Мариуполь Украинской ССР, существовавший в 1932—1938 годах.

## История
Театр был создан в 1932 году и разместился в здании Зимнего театра по адресу проспект Мира, дом 24, построенном в 1887 году. Первый греческий театр в СССР.
В первые годы театр ставил в основном классические произведения и пьесы советских и зарубежных драмартургов на русском языке. Успешной ранней постановкой была пьеса «Чужой ребёнок» В. Шкваркина режиссёра М. Хороманского, переведённая актёрами на греческий язык. Театр насчитывал 24 актёра, из которых только Д. Теленчи, Г. Деглари и Ю. Дранга были профессионалами.
В 1934 году началась реконструкция здания театра, вследствие чего гастрольная деятельность Мариупольского греческого театра расширилась.
С 1935 года все представления проходили на греческом языке. Постепенно доминировать стали произведения местных греческих авторов — в частности, пьесы «Πλυγαριζμα» (с греч. — «Расплата») Д. Теленчи — о жизни и быте греков Приазовья и «Весна возвращается» Г. Костоправа — о греческих колхозах Мариупольщины. В 1936 году состоялось открытие театра после ремонта.
Энциклопедия современной Украины связывает подъём театра с именем главного режиссёра М. Хороманского. Директором театр был Г. Деглари. Другие важные лица в истории театра — режиссёр Д. Теленчи, поэт и драматург Г. Костоправ, поэты В. Галла, А. Димитриу.
В ходе политических репрессий в 1937 году театр был закрыт, а 28 января 1938 году театр был ликвидирован. Были арестованы, а позже расстреляны Д. Теленчи, Г. Костоправ, В. Галла, директор и художественный руководитель Г. Деглари, актёры С. Янгичер, Г. Севда, И. Ногаш, Ф. Лубе и Ф. Кашкер.